# Straight Up
Straight Up è una canzone di Paula Abdul, pubblicata nel 1988 come terzo singolo dall'album Forever Your Girl.

## Successo
Il brano rappresenta il primo vero successo della cantante, infatti arrivò alla prima posizione nella Billboard Hot 100 e la mantenne per tre settimane. Raggiunse inoltre il primo posto in Canada, mentre in Australia arrivò in seconda posizione. Anche in Europa il singolo ebbe grande successo, raggiungendo la terza posizione sia in Germania che nel Regno Unito.

## Videoclip
Il video musicale, diretto da David Fincher e coreografato dalla stessa Paula Abdul, vinse agli MTV Video Music Awards di quell'anno il premio come miglior video dance, migliore coreografia e migliore video femminile.

## Classifiche
| Classifica (1989)       | Posizione massima |
| ----------------------- | ----------------- |
| USA Billboard Hot 100   | 1                 |
| USA Hot Dance Club Play | 1                 |
| Canada                  | 1                 |
| Australia               | 2                 |
| Uk                      | 3                 |
| Germania                | 3                 |

## Cover
Nel 2014 il brano viene reinterpretato in chiave punk rock dalla cover band statunitense Me First and the Gimme Gimmes nell'album Are We Not Men? We Are Diva!.